# Destroy All Neighbors
Destroy All Neighbors és una pel·lícula de comèdia de terror estatunidenca del 2024 escrita per Mike Benner, Jared Logan i Charles A. Pieper i dirigida per Josh Forbes. Jonah Ray, Randee Heller, Pete Ploszek i Kiran Deol són els protagonistes de la pel·lícula, amb Russell Sanzgiri, Jonah Ray i Alex Winter com a productors. La trama segueix un aspirant a músic de rock la vida del qual es converteix en un malson després de matar accidentalment el seu veí sorollós. S'ha doblat i subtitulat al català.
La producció i el càsting de la pel·lícula van començar el juliol de 2022 i es va anunciar que Shudder i RLJE Films distribuirien la pel·lícula. Es va estrenar el 12 de gener de 2024.